# 上海驕傲節
上海驕傲节是在上海市举办的同性戀節日活動，也是中国大陆地区举办的第一个同性恋骄傲节。

## 历史
首届活动于2009年6月7日至14日在一间酒吧举行。這個活動由上海LGBT舉辦，為中國大陸首次同性戀主題慶祝活動，活動期間上演了藝術展、電影放映、文學之夜和體育比賽等一系列活動，並為服務同性戀者的組織香港智行基金會募捐，但當中曾經有中華人民共和國官員要求主辦單位取消部分活動及大部分國內媒體對這活動幾乎沒有任何報導。期後，美國參事會通過動議案，表揚這個節日活動、發起組織者以及中華人民共和國政府。
此后每年6月份上海骄傲节活动均会举办。2020年8月13日，因为疫情，上海骄傲节团队宣布上海骄傲节终止所有活动。